# Jüdischer Friedhof (Mandel)

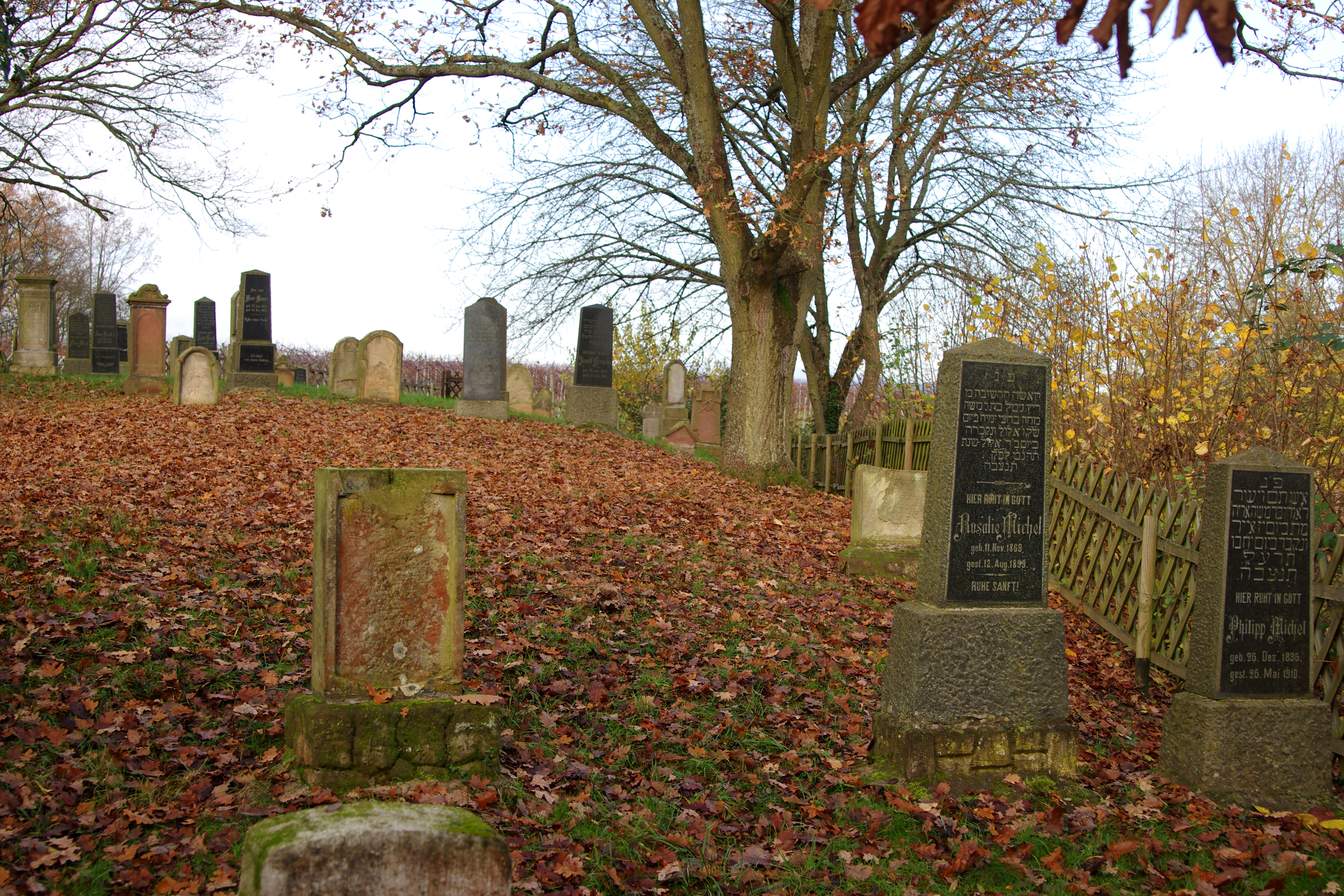
Jüdischer Friedhof in Mandel

Der Jüdische Friedhof in Mandel, einer Ortsgemeinde im Landkreis Bad Kreuznach in Rheinland-Pfalz, wurde vor 1821 angelegt. Der jüdische Friedhof befindet sich nördlich des Ortes in der Flur Auf dem Judenkirchhof.
Der jüdische Friedhof besteht aus einem älteren Teil mit 43 erkennbaren Grabstellen und einem etwa zehn Meter entfernten jüngeren Teil mit drei Grabstellen. Die letzte Beisetzung fand 1933 (Julius Hirsch, gest. 18. November 1933) statt.